# Вредительство

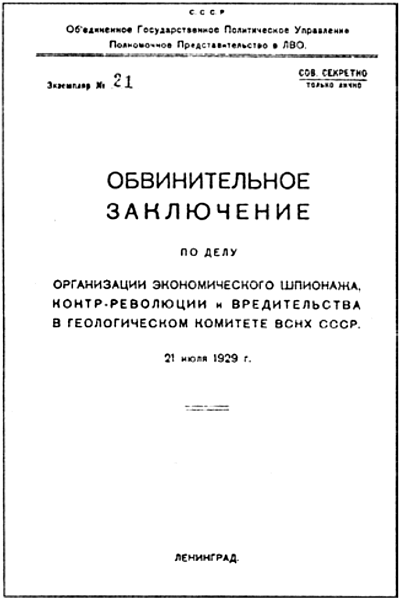
Обвинительное заключение ОГПУ по делу «вредителей»

«Вреди́тельство» — формулировка ст. 58—7 УК РСФСР 1926 года и ст. 69 УК РСФСР 1960 года, использовавшаяся в советском уголовном праве. «Вредительством», согласно официальному толкованию, назывались действия, направленные на подрыв любой отрасли советской экономики (промышленности, сельского хозяйства, торговли, денежной системы и т. п.) или деятельности государственных органов или общественных организаций. Обязательным признаком вредительства считалось осознанность действий, проводящихся именно с целью ослабления советского государства. Вредительство в форме бездеятельности называлось «Контрреволюционный саботаж» (ст. 58—14). Аналогичные статьи с похожим или аналогичным названием содержались в уголовных кодексах других союзных республик.

## Борьба с «вредительством» в промышленности

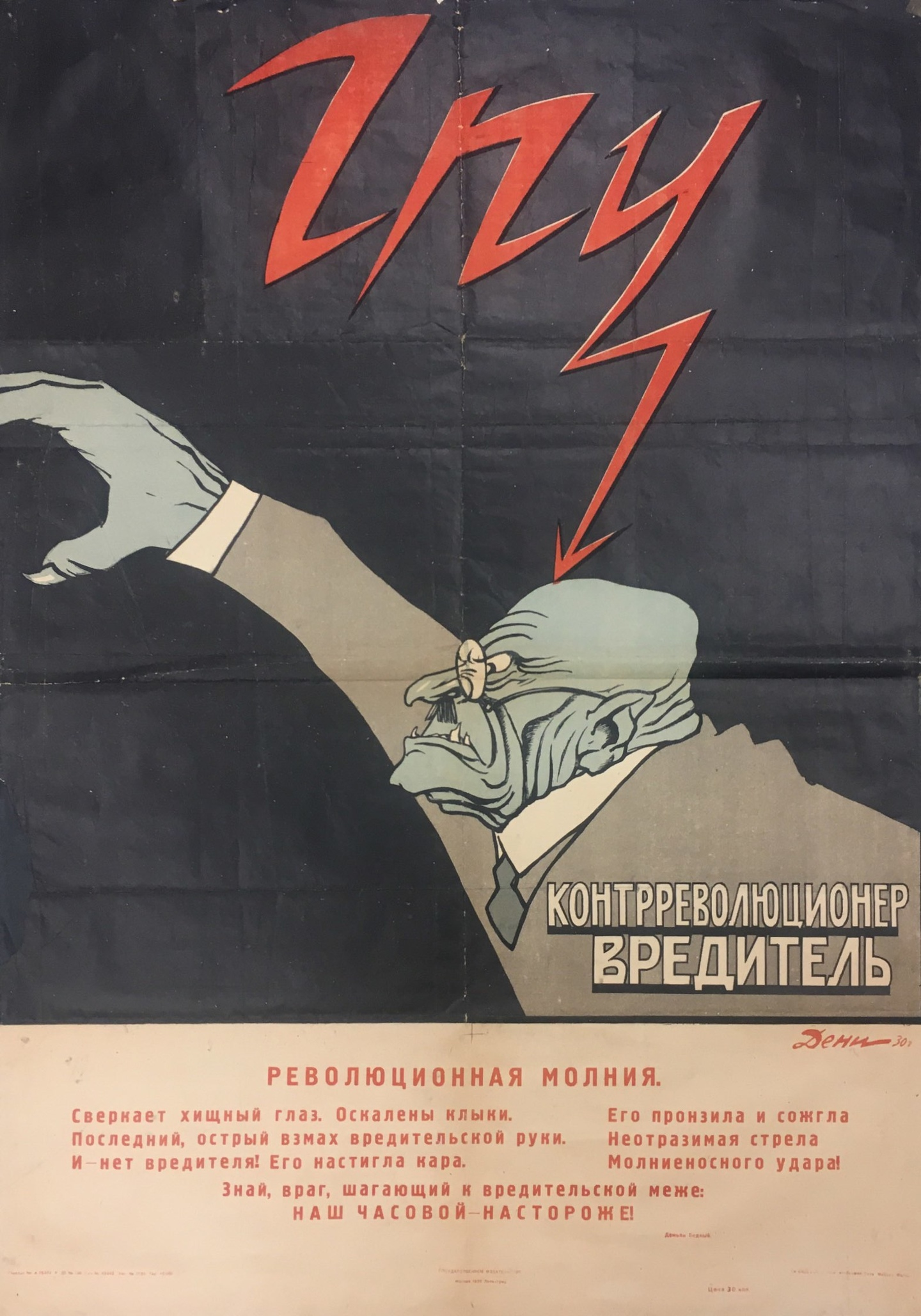
Плакат 1930 года (автор — В.Дени)

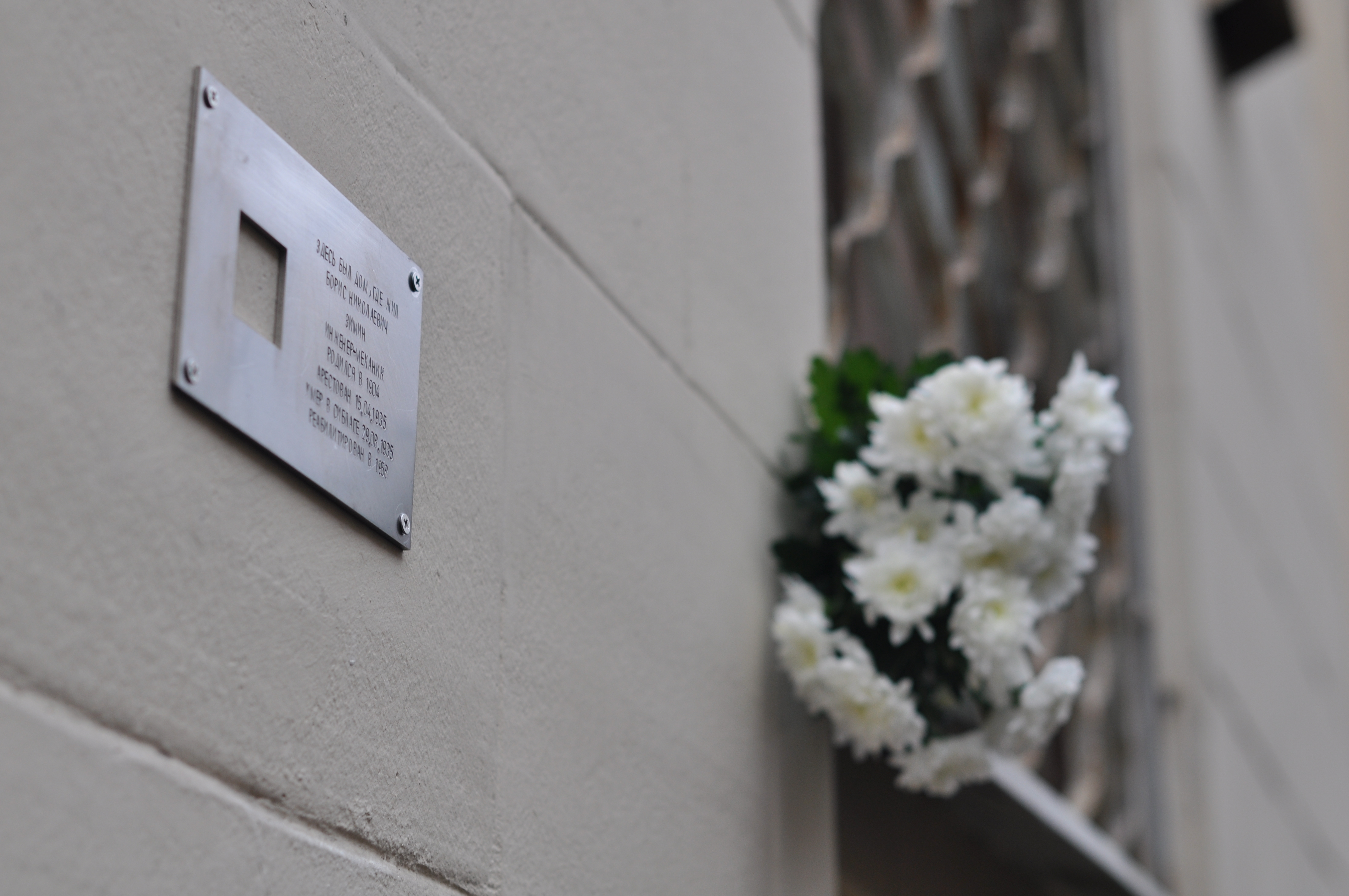
Последний адрес на доме, в котором жил инженер, обвинённый во «вредительстве» и умерший в Сиблаге

С 1927 года ОГПУ стало рассматривать практически все пожары, взрывы и другие инциденты на промышленных объектах как результат преднамеренного вредительства. Любая небрежность расценивалась как «вредительство». Была создана специальная комиссия для проверки мер безопасности в оборонной промышленности. В 1928 году в Экономическом управлении ОГПУ был создан новый отдел для расследования преступлений, связанных с саботажем и поджогами на промышленных предприятиях, и для предотвращения подобных инцидентов. ОГПУ использовало любые случаи проявления бесхозяйственности для обвинения «социально чуждых» специалистов во «вредительстве» (Шахтинское дело 1928 года и менее громкие другие подобные дела). Некоторые из фальсифицированных отчетов о случаях вредительства в советской промышленности были включены в материалы по подготовке к показательному процессу по сфабрикованному делу Промпартии (1930 год). В 1989 году было установлено, что более 600 специалистов были осуждены как вредители в период 1929–30 годов. Обвинения «социально чуждых» специалистов во «вредительстве» использовались пропагандой для того, чтобы объяснить народу обострение экономических и социальных проблем в связи с началом ускоренной индустриализации.
23 июня 1931 года на совещании хозяйственников генеральный секретарь ЦК ВКП(б) И.В. Сталин заявил, что «период разгара вредительства» завершился и старая интеллигенция повернулась в сторону советской власти, провозгласив новый курс в отношении старых специалистов.

## Борьба с «вредительством» в сельском хозяйстве

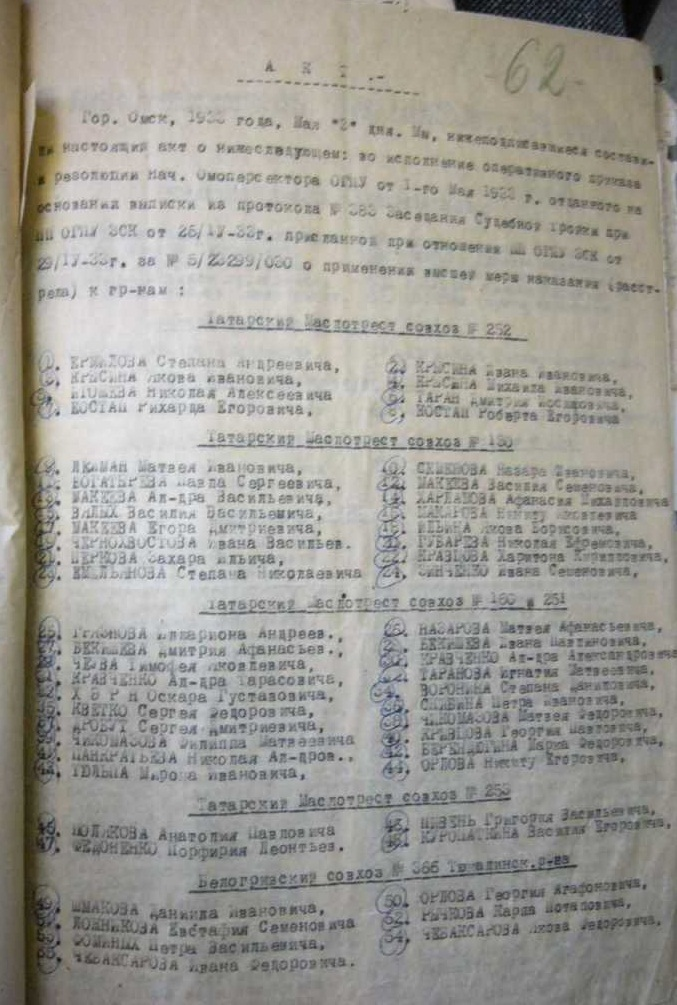
Акт о расстреле виновных колхозников по делу о «заговоре в сельском хозяйстве»

Масштабная кампания по борьбе с «вредительством» в сельском хозяйстве прошла в 1937—1938 годах в качестве одной из составляющих «Большой чистки». Основными причинами её стали серьёзные проблемы с функционировании сельскохозяйственного сектора экономики после его обобществления.
Низкая производительность труда и общая деградация аграрного комплекса, а также попытки коммунистического руководства увеличить изъятие сельхозпродукции привели к тому, что голод в сельской местности превратился в обыденность. Это привело к возрастанию недовольства.
Для снятия социальной напряжённости коммунистической властью стали проводиться карательные акции против «вредителей», которых обвиняли в преднамеренной порче сельскохозяйственной техники, уничтожении зерна и скота — фигурантов «вредительских дел» пытались представить основными виновниками тех проблем в сельском хозяйстве, которые на самом деле имели системный характер.
- Закон о трёх колосках

## Борьба с «вредительством в национальных районах»
После того, как коммунистической партией была дана установка на борьбу с «вредительством национальных меньшинств», под удар репрессивной машины стали попадать отдельные нации целиком — во враги записывались практически все их представители.